# Gia cầm thải loại

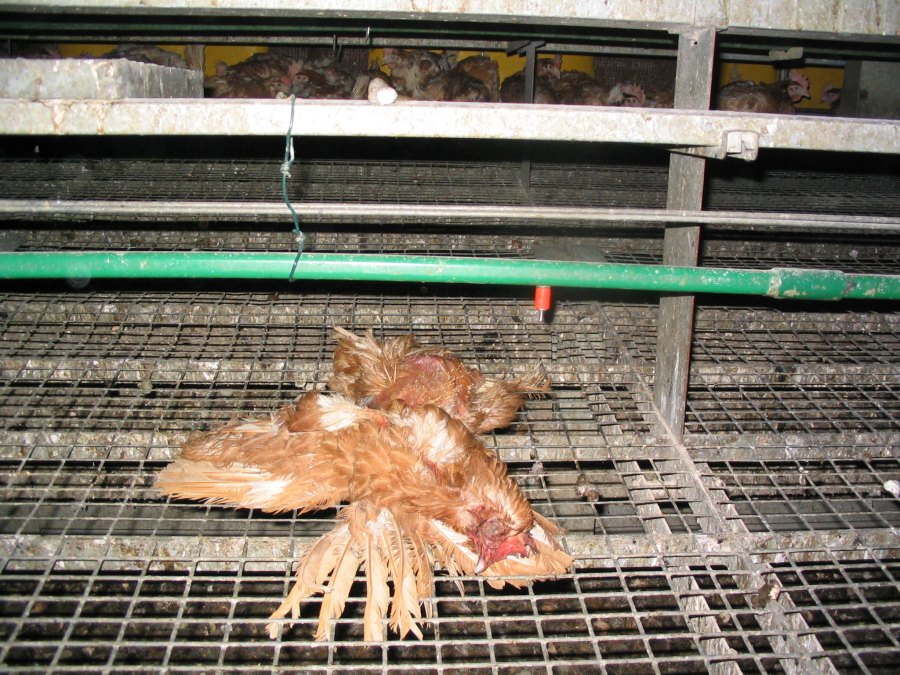
Một con gà thải loại

Gia cầm thải loại, gà thải loại hay gà rác là những loại gia cầm, mà chủ yếu là các loại gà, bị tiêu hủy thành một hỗn hợp các chất thải loại, thức ăn bị đổ, lông vũ, và vật liệu được sử dụng để lót trong hoạt động chăn nuôi gia cầm. Gia cầm rác được sử dụng trong các tòa nhà giam sử dụng cho nuôi gà thịt, gà tây và các loài gia cầm, chim khác.
Thuật ngữ thường được biết đến là gà thải loại được dùng để chỉ những con gà chuyên trứng sau khi hết vòng sinh sản thì sẽ bị loại và thải đi để dành chỗ cho lứa gà khác theo một chu trình công nghiệp được lập trình sẵn. Việc xử lý những con gà thải loại được thực hiện khác nhau mở mỗi quốc gia theo các cách thức khác nhau, nhiều nước như Việt Nam lại tái sử dụng chúng như một nguồn thực phẩm.

## Trên thế giới

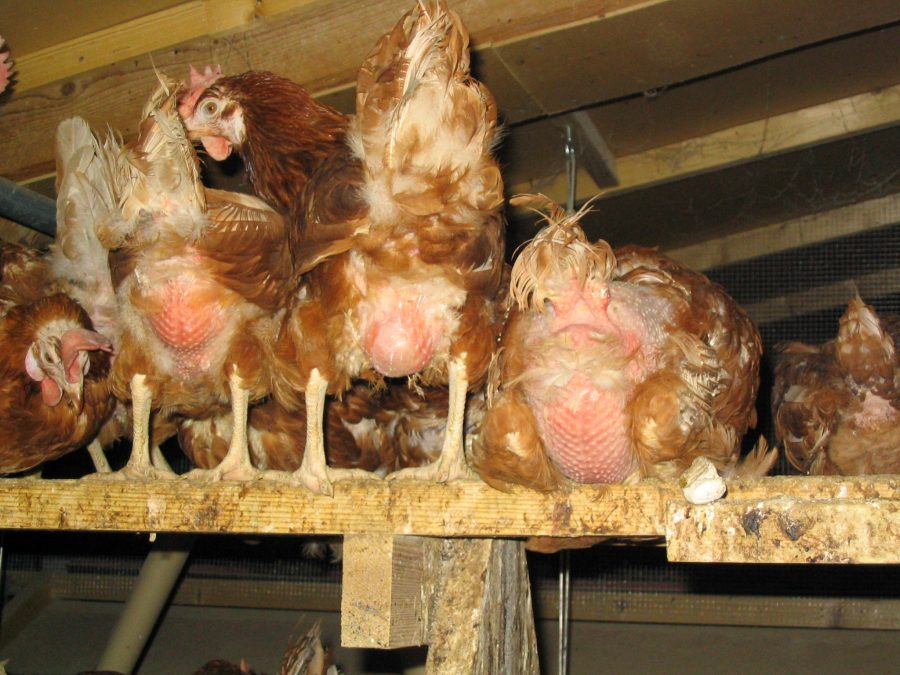
Gà lấy trứng thải loại

Các nước phát triển như Nhật, Mỹ, Hàn Quốc thì người dân không ăn loại gà thải loại và nhìn chung các nước không sử dụng gà thải là thực phẩm cho bữa ăn hàng ngày, tuy vậy vẫn có một bộ phận nhỏ người dân có thu nhập thấp ở các vùng nông thôn sử dụng sản phẩm gà đông lạnh này, người dân ở các nước Hàn Quốc, Trung Quốc và cả châu Phi vẫn sử dụng loại gà này làm thức ăn, tuy nhiên, do giá bán rẻ và không tiêu thụ hết nên họ phải xuất sang nước thứ ba.
Những trang trại nuôi gà ở Trung Quốc, gà đẻ đã khai thác hết trứng, gà bệnh, gà có dị tật bẩm sinh đều được xếp vào loại gà thải loại. Loại gà này, sau khi khai thác hết trứng, thường bị thải ra để cho lớp gà tơ thế chỗ. Thông thường, thịt của loại gà thải loại, được các trại nhập cho các nhà máy sản xuất thức ăn chăn nuôi. Loại thịt này được băm nhỏ, trộn với nhiều hợp chất khác, sau đó được xuất sang các nước châu Âu và chỉ dùng làm thức ăn chăn nuôi, đặc biệt là dùng làm thức ăn cho chó. Không chỉ có ở Trung Quốc, nước xuất khẩu gà lớn trong khu vực châu Á là Hàn Quốc cũng xử lý gà thải loại theo hình thức tương tự. Ở một số nơi ở Việt Nam gà thải loại từ các trại chăn nuôi trong nước thường được đem vào bán cho trang trại nuôi cá sấu và cơ sở chế biến thức ăn chăn nuôi.

## Gà thải loại

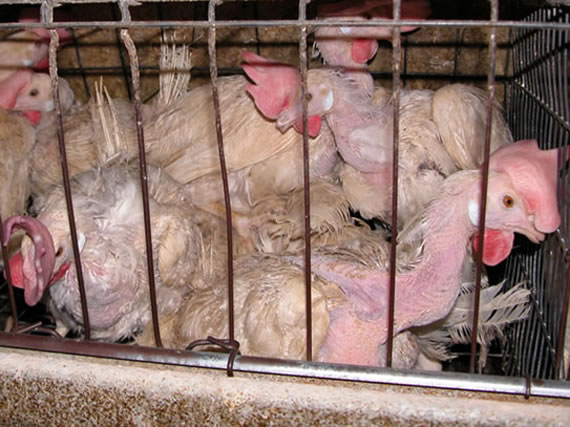
Những con gà công nghiệp có bộ lông xù xì, hay bị trụi lông ở cổ do ở trong lồng chúng phải vươn cổ dùng mỏ lấy thức ăn, cổ chạm vào lồng sắt nên hay bị rụng lông dưới vùng cổ

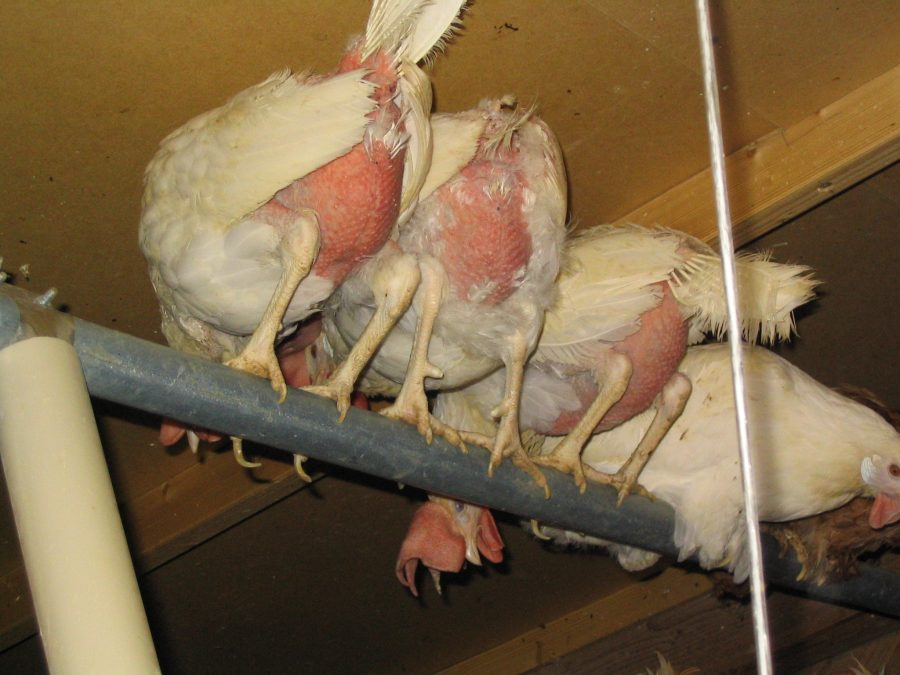
Do gà đẻ nhiều nên hậu môn của gà rất to, trắng hay ướt nhưng buồng trứng teo lại và da bụng sần sùi, lông rụng nhiều

Đối với các con gà lấy trứng thải loại, chúng có hình dáng đặc trưng như gà nuôi đẻ trứng thường là gà nuôi theo đàn, nuôi theo kiểu công nghiệp và hay cho ăn theo máng. Do đó gà ở trong lồng phải vươn cổ dùng mỏ lấy thức ăn, cổ chạm vào lồng sắt nên hay bị rụng lông dưới vùng cổ, ở vùng lông ở cổ thường bị rụng lông, da cổ sần dày, chai, thân gà có nhiều khối u xanh tím, dạ con và hậu môn to, buồng trứng teo lại (do đẻ nhiều) cũng do chúng là gà già lại nuôi nhốt lâu trong chuồng để lấy trứng nên lông xù xì, màu nâu, trọng lượng tương đối
Những con gà này có đặc điểm phần lông trên mình gà rụng gần hết, đặc biệt là vùng đầu, cổ và ức rụng hết lông, lông đuôi trụi lủi, gà lúc nào cũng trong tình trạng mệt mỏi, mắt lờ đờ, mào nhợt nhạt và rủ sang một bên. Sự ủ rũ, ốm yếu của đàn gà đầu trọc, khi có người bắt gà cũng chẳng buồn chạy, hoặc không còn đủ sức để chạy. Bản thân con gà đã bị khai thác hết trứng, lông xơ xác, cơ thể yếu ớt và thường bị tiêm thuốc kích thích đẻ cùng nhiều kháng sinh khác nên lượng kháng sinh tồn dư trong gà khá cao. Lông và mào gà của gà Trung Quốc thường trụi ở phần đầu và phần cổ, lông xơ xác, rụng nhiều, mào gà héo, ngả sang một bên, chân gà thường khô mốc và mỏ ngắn, không nhọn và quặp. Do đẻ trứng trong thời gian dài nên lông ở phần cổ và phần đầu bị trụi, thường bị rụng lông vùng cổ và đầu.

## Sử dụng
Có nhiều nước không cho nhập khẩu loại gà đẻ loại thải, người dân các nước phát triển như Nhật, Mỹ, châu Âu, ngay cả Hàn Quốc cũng không ăn loại gà này, chỉ sử dụng làm thức ăn của chó, mèo thậm chí còn phải trả chi phí môi trường để tiêu huỷ, với các nước có nền chăn nuôi phát triển các gà thải loại thường được họ sấy khô và xay ra làm thức ăn cho gia súc chứ người dân không sử dụng, dù có giá thành rất rẻ, nhưng người tiêu dùng nội địa của Trung Quốc hay Hàn Quốc không ăn loại thịt gà này vì loại gà thải loại thường trải qua nhiều lần đẻ trứng, nên thịt gà rất dai, không hợp khẩu vị của người tiêu dùng, trong quá trình nuôi, họ tiêm thuốc kích thích tạo trứng vào gà. Khi ăn phải loại gà này, các chất tồn dư như kháng sinh, nhưng ở Việt Nam, đa phần khách hàng chọn loại gà này vì giá rẻ, ăn dai và giòn như gà ta.
Do tâm lý người tiêu dùng chuộng gà dai hơn gà công nghiệp và giá của các loại gà này cũng rẻ hơn so với gà tươi trong nước do đó từ lâu Việt Nam được coi là thị trường béo bở cho những sản phẩm tạp nham từ cổ, cánh gà và gần đây là gà dai loại thải từ Trung Quốc, Hàn Quốc, đây là những sản phẩm chỉ được các nước sử dụng để chế biến thức ăn gia súc do chất lượng kém, không đảm bảo an toàn vệ sinh thực phẩm. Gà thải loại Hàn Quốc có độ giòn, dai nên rất được nhiều người ưa thích chọn làm đồ nhắm Gà trọc đầu hay gà đầu trọc là loại gà thải của Trung Quốc, nhập lậu về Việt Nam, đây là loại gà đã khai thác hết trứng, bị bệnh hoặc có dị tật bẩm sinh, giá rẻ. Loại gà này thường có nguồn gốc không rõ ràng và đa phần được nhập lậu từ Trung Quốc. Ngoài ra còn có các loại sản phẩm gà từ Mỹ bị nghi ngờ bán phá giá do người Mỹ không ăn các sản phẩm cánh, đùi vì đây là những chỗ bị tiêm thuốc.